# Oxyde d'argent(I,III)
Pour les articles homonymes, voir Oxyde d'argent.
L'oxyde d'argent(I,III) ou oxyde argentique est un composé inorganique, de formule Ag4O4. C'est un semi-conducteur, utilisé comme composant dans les piles à l'oxyde d'argent-zinc (AgOZn).
Il peut être obtenu en oxydant du nitrate d'argent avec du peroxydisulfate de potassium dans un milieu alcalin.

## Propriétés
L'oxyde d'argent(I,III) est un oxydant puissant. C'est également un semi-conducteur.
L'oxyde d'argent(I,III) est un matériau diamagnétique.